# بارسبک
بارسبک (به آلمانی: Barsbek) یک شهر در آلمان است که در پلون واقع شده‌است. بارسبک ۶۵۷ نفر جمعیت دارد.